# 翡翠色的沙灘裙
《翡翠色的沙灘裙》（日语：パレオはエメラルド）是SKE48的第6張單曲。於2011年7月27日由avex trax發售。

## 概要
与前作《萬歲Venus》相隔4個月。CD封面的標題標誌是Team S的桑原みずき畫的。
表題曲「翡翠色的沙灘裙」的PV在美國夏威夷檀香山拍攝。
C/W曲「心跳的足跡」的PV在橫濱市西区的橫濱玫瑰kuraing花園　THE SEASON’S拍攝。

### 主要記錄
發售日前2011年7月26日Oricon推定發上張數26.4万張的記錄獲得第1位。之後8月8日在Oricon得到37.9万張的記錄，第2次獲得首位。
翡翠色的沙灘裙為SKE48單獨出席第63回紅白歌唱大賽的歌曲

### 選抜成員
團隊所屬情況均截止至發售時
- 今作昆第2作有全員合唱曲，前作繼續受傷脫離Team S的松下唯和Team KII的3人（加藤智子、後藤理沙子、山田澪花）、Team E的7人（磯原杏華、小林亞實、酒井萌衣、高木由麻奈、都築里佳、間野春香、山田恵里伽）和齊藤真木子除了研究生選抜之外・小組曲都不参加。

#### 翡翠色的沙灘裙
（中心：松井珠理奈）
- Team S：大矢真那、木崎ゆりあ、木下有希子、桑原みずき、須田亞香里、平松可奈子、松井珠理奈、松井玲奈、矢神久美
- Team KII：石田安奈、小木曾汐莉、高柳明音、秦佐和子、古川愛李、向田茉夏
- Team E：木本花音
秦是第一次進入選抜。木下是第4張單曲「1!2!3!4! 請多關照!」以來，相隔8個月選拔復歸。前作選抜的高田・平田落選。

#### 心跳的足跡
白組名義
（中心：松井珠理奈）
- Team S：小野晴香、中西優香、平田璃香子、松井珠理奈
- Team KII：赤枝里々奈、阿比留李帆、佐藤実絵子、松本梨奈、若林倫香
- Team E：柴田阿彌、中村優花
- 研究生：齊藤真木子

與前作不同的是，從選拔降格的平田和赤枝、柴田、齊藤都有加入。前作白組的加藤智、後藤、山田澪和山田惠落選。

#### 討厭父親
紅組名義
（中心：松井玲奈）
- Team S：加藤るみ、高田志織、出口陽、松井玲奈
- Team KII：佐藤聖羅、矢方美紀
- Team E：上野圭澄、梅本圓、金子栞、竹内舞、原望奈美、山下ゆかり 
與前作不同的是，從選拔降格的木下和秦沒有參加，從選抜降格的高田和竹内加入之外成員大多是同樣。

#### 不會停止煙花
選擇8名義
（中心：松井珠理奈）
- Team S：木﨑ゆりあ、松井珠理奈、松井玲奈、矢神久美
- Team KII：小木曽汐莉、高柳明音、向田茉夏
- Team E：木本花音

#### 積木的時間
發售時間的SKE48全成員

## 收錄曲
（全樂曲的作詞：秋元康）

### TYPE-A
封面写真（古川・平松・石田・桑原・向田・木﨑・松井珠・高柳）
1. 翡翠色的沙灘裙 [4:47]
作曲：五戸力、編曲：原田ナオ
朝日電視台系『お願い!ランキング』7月度結尾曲
CM:ASBee『ASBee×SKE48』「SUMMER SALE篇」
2. 心跳的足跡 [3:34]
作曲：服部マキコ、編曲：野中“まさ”雄一、歌：白組
3. 積木的時間 [3:40]
作曲・編曲：田邊恵二
4. 翡翠色的沙灘裙 （off vocal）
5. 心跳的足跡（off vocal）
6. 積木的時間（off vocal）

DVD
1. 「翡翠色的沙灘裙」music video
2. 「心跳的足跡」music video
3. 特典映像「松井珠理奈的軌跡」documentary movie

特典（只限初回限定盤）
- 12p小冊子（包含表紙・裏表紙）
- 全国握手会参加引換券
- 原作收集用卡片（全16種隨機1張封入）

### TYPE-B
封面写真（木下・秦・大矢・須田・小木曾・矢神・松井玲・木本）
1. 翡翠色的沙灘裙
2. 討厭父親 [3:26]
作曲：中村望、編曲：池澤聰、歌：紅組
3. 積木的時間
4. 翡翠色的沙灘裙 （off vocal）
5. 討厭父親（off vocal）
6. 積木的時間（off vocal）

DVD
1. 「翡翠色的沙灘裙」music video
2. 「討厭父親」music video
3. 特典映像「松井玲奈的軌跡」documentary movie

特典（只限初回限定盤）
- 12p小冊子（包含表紙・裏表紙）
- 全国握手会参加引換券
- 原作收集用卡片（全16種隨機1張封入）

### TYPE-C
封面写真（高柳・松井珠・松井玲）
1. 翡翠色的沙灘裙
2. 不會停止煙花 [3:49]
作曲：すみだしんや、編曲：田口智則・稲留春雄、歌：セレクション8
3. 積木的時間
4. 翡翠色的沙灘裙 （off vocal）
5. 不會停止煙花（off vocal）
6. 積木的時間（off vocal）

DVD
1. 「翡翠色的沙灘裙」music video
2. 特典映像「SKE48紅白對抗水泳大会」special movie

特典（只限初回限定盤）
- 12p小冊子（包含表紙・裏表紙）
- 全国握手会参加引換券
- 原作收集用卡片（全16種隨機1張封入）

### 劇場盤
封面写真（石田・須田・古川・高柳・松井珠・松井玲）
1. 翡翠色的沙灘裙
2. 心跳的足跡
3. 討厭父親
4. SKE48 6th single medley
5. 翡翠色的沙灘裙（off vocal）
6. 心跳的足跡（off vocal）
7. 討厭父親（off vocal）

## 備注
1. ↑  SKE48部落格 Powered by Ameba. . ORICON STYLE. ORICON. 2011-06-28  [2011年6月28日]. （原始内容存档于2016-03-04） （日语）.
2. ↑  古川(゜∀。*)パレオはエメラルドです （页面存档备份，存于） SKE48部落格 2011年6月28日 古川愛李投稿記事
3. ↑  . 2011-07-27  [2011年6月28日]. （原始内容存档于2013-03-16） （日语）.
4. ↑  . ORICON STYLE (オリコン). 2011-08-02.

## 外部連結
- SKE48官方网站内介绍页面（日語）
  - 通常盤A （页面存档备份，存于）
  - 通常盤B （页面存档备份，存于）
  - 通常盤C （页面存档备份，存于）
  - 劇場盤 （页面存档备份，存于）
- avex portal的介绍页面（日語）
  - TYPE-A
  - TYPE-B （页面存档备份，存于）
  - TYPE-C
  - 劇場盤 （页面存档备份，存于）
- YouTube上的2011/7/27 on sale 6th.Single「パレオはエメラルド」MV（Short ver.）（SKE48 Official Channel!）（日語）
- YouTube上的2011/7/27 on sale 6th.Single「ときめきの足跡」MV（Short ver.）（SKE48 Official Channel!）（日語）
- YouTube上的2011/7/27 on sale 6th.Single「パパは嫌い」MV（Short ver.）（SKE48 Official Channel!）（日語）